# Arquitectura emocional 1959
"Arquitectura emocional 1959" és un curtmetratge estrenat el 2022 sota la direcció de Elías León Siminiani. Guardonat amb una Espiga d'or al Festival de Seminci i als Premis Goya al millor curtmetratge de ficció (2023), narra la història dels joves universitaris Sebastián i Andrea durant la Madrid de 1959.

## Argument
Sebas i Andrea es coneixen la tardor de 1958. Ambdós són estudiants primerencs en els estudis de Filosofia i Lletres a l'Institut de Formació per al Professorat, edificat el 1954 per Miguel Fisac - actualment, Facultat d'Estudis Estadístics de la Universitat Complutense de Madrid-.
El relat segueix la història d'amor que es gesta entre els dos protagonistes al llarg del curs escolar 1958-1959. El fil de l'acció segueix el naixement, desenvolupament i mort d'aquesta relació; de les primeres paraules que intercanvien, passant pel primer petó a, finalment, una discussió que desemboca en la ruptura. L'origen d'aquesta discussió troba la seva raó de ser i el seu punt de partida en l'estrat social al qual pertanyen. Andrea (19), filla d'un prestigiós notari, viu en un edifici que imita les formes clàssiques al carrer Antonio Maura, a pocs metres del Parc del Retir. Sebas (18), en canvi, és fill d'un treballador de l'EMT, al qual se li va adjudicar un apartament en una de la vintena de blocs de pisos de protecció oficial que van ser edificats el 1948 arran del programa d'habitatge social del règim i més enllà de la prolongació del passeig de la Castellana; a diferència d'Andrea i la seva família, que disposen de tot l'edifici, els residents d'aquests pisos -entre els quals són Sebas i la seva respectiva família- han de compartir i maximitzar els espais comuns a causa de les possibilitats reduïdes de l'espai. La dinàmica entre la culpa nacionalcatòlica i la vergonya de classe que els havia unit, els acaba separant: el remordiment d'Andrea  evoluciona a un fervor per participar en política, envoltant-se de cercles socials que, com ella, volen plantar cara al sistema; Sebas, es mostra molest, distant i inclús desdenyós, recordant-li que tant ella com els seus amics no són més que burgesos acomodats intentant fer la revolució des d'una cafeteria. Aquest plantejament de Sebastián posa en relleu la llibertat per arriscar de qui disposa d'un suport econòmic en contraposició amb la cautela i la por del que no.  Amb l'arribada de l'estiu també ho fan els exàmens finals i els dos joves continuen amb les seves vides evitant-se l'un a l'altre; l'anhel que es tenen, però, continua cremant amb més força que mai. La pel·lícula es tanca amb Sebas recorrent els 7,5 kilòmetres que separen casa seva de la d'Andrea; quan hi arriba, ella no hi és -passarà tot l'estiu fora de Madrid-, tanmateix, això no l'atura de deixar-li una carta on li comunica que l'espera al setembre al banc on es van conèixer o, com ell li diu, al banc d'Andrea.

## Descripció
El metratge s'inicia amb el NO-DO (noticiari setmanal del règim dictatorial franquista), on torna cada cert temps perquè ens puguem fer una idea de com lluïa la capital espanyola en aquells anys. Malgrat l'evidència visible de què ens trobem a ple segle XXI, els protagonistes, amb els seus efectes personals, són la clara representació de dos adolescents en la dècada del 1950 (Anacronisme); aquests constitueixen l'única ambientació del film -juntament amb el suport audiovisual i fotogràfic-.

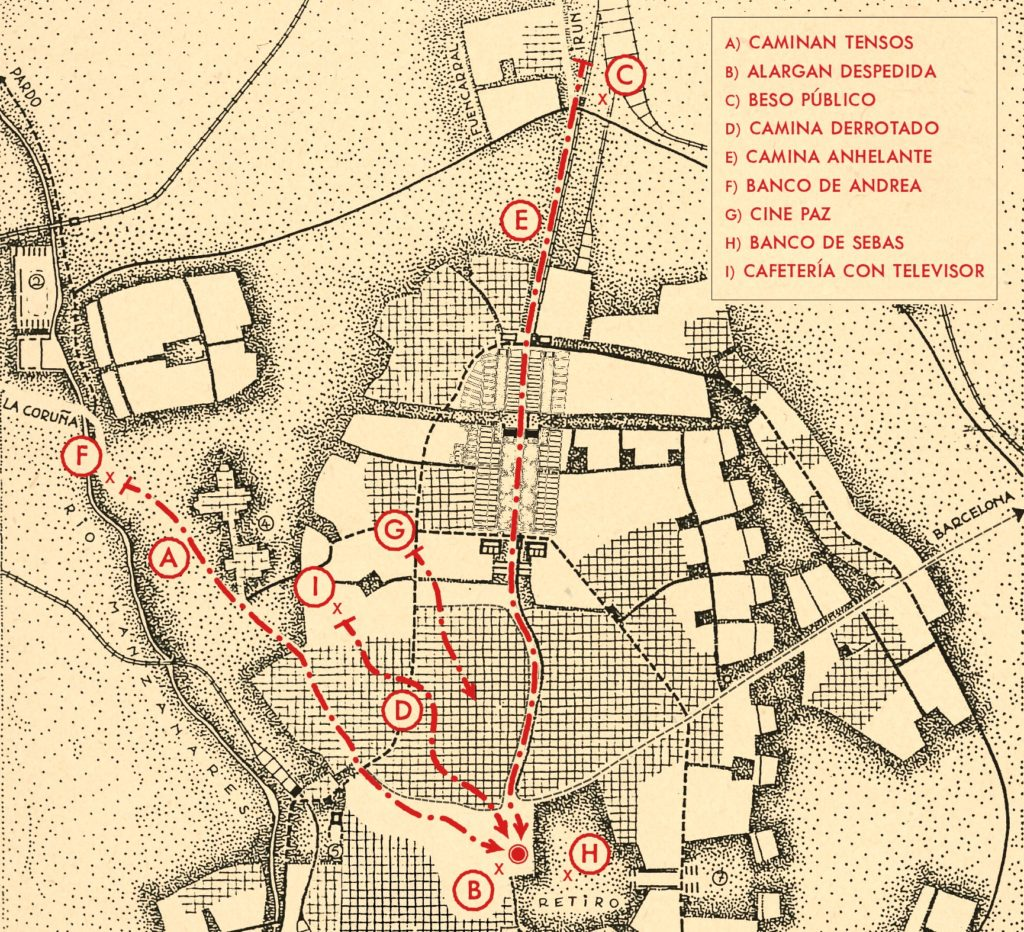
Detall del cartell oficial de la pel·lícula.

L'arquitectura es converteix en un element més en un triangle amorós, en tant que assisteix discretament -en els establiments que visiten o els bancs on s'asseuen-a la història de dos joves de classe social oposada que s'enamoren en l'Espanya del règim dictatorial franquista. Siminiani situa a primer terme els carrers de la ciutat i els seus edificis, presents des de molt abans que  la càmera i la història d'Andrea i Sebas hi intervingueren, però presenciant, si més no,  els moments més decisius i íntims de la parella. En alguna ocasió, la càmera  opta per representar en plans tancats l'espai on es realitzen aquelles accions (o on es van realitzar fa més de setanta anys), prescindint dels actors i mostrant l'arquitectura com un mitjà a la memòria i la imaginació; també actua aquesta com una guia estructuradora de la narració (com veiem en el mapa de Madrid senyalitzat a la dreta). Això no obstant, els plans acostumen a ser generals i zenitals, mostrant l'acció com un ocell que sobrevola la ciutat i viatja en el temps; aquesta decisió de posada en escena, que ens distancia dels protagonistes, té una intenció documentalista, que es veu reforçada per la narració omniscient.

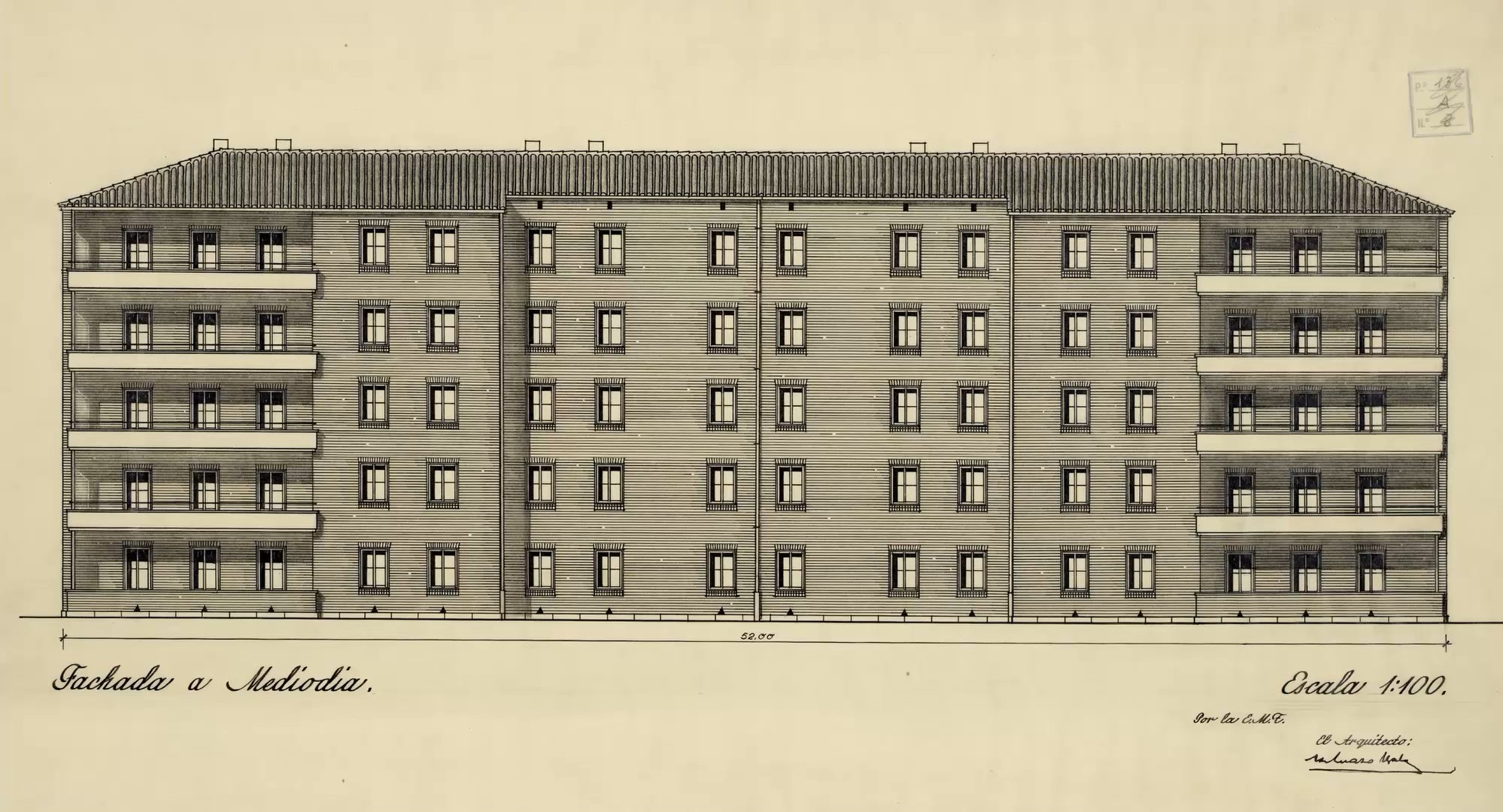
Plànol del bloc de pisos de la Colonia de San Cristóbal.

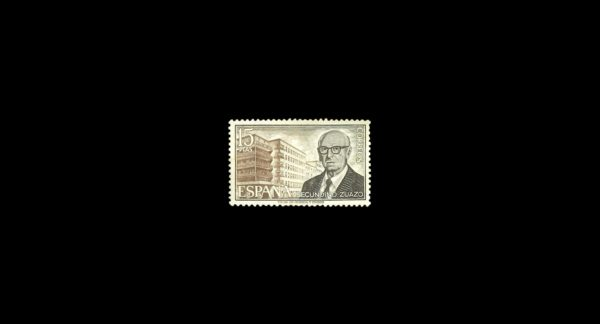
Imatge del segell que Correus va dedicar a l'arquitecte Secundino Zuazo.

El recorregut essencial que estructura tota la història i la inspira, és el que separa les dues cases dels protagonistes: dels amplis habitatges familiars en la Calle Antonio Maura, just davant del Retir, al limitat bloc para treballadors de l'EMT en la Colònia Sant Cristòfol, a l'extrem Nord de la Castellana. La distància que separa físicament -i, posteriorment, emocionalment- a Andrea de Sebas no són tan sols els 7,5 kilòmetres entre ambdues residències, sinó també els mons i les esferes socials totalment contrariades que defineixen aquestes peces arquitectòniques i, consegüentment, la personalitat i les vides del qui les habiten. El relat arriba al seu clímax quan descobrim que tant l'edifici del Carrer Antonio Maura com la "Colonia San Cristobal" són dissenyats pel mateix arquitecte, Secundino Zuazo, amb vint-i-sis anys de diferència l'un de l'altre -del 1922 i el 1948, respectivament-. Aquests edificis no poden ser més diferents en esperit, llenguatge i objectius i, tanmateix, ambdós foren dissenyats per les mateixes mans, unes mans que també van concebre el gran eix urbà de Madrid que els havia de trobar i unir, posant en evidència que l'arquitectura, potser, ha tingut alguna cosa a veure en les vides de tot individu.